# BioBlitz
BioBlitz ali bioblitz je dogodek, katerega osrednji cilj je zbrati čim večje število znanstvenikov, terenskih biologov, drugih ljubiteljev narave z različnih javnih ustanov, nevladnih organizacij in posameznikov s čim več področij sistematske biologije, ki (najpogosteje) v 24 urah raziščejo biotsko pestrost izbranega manjšega območja ter svoje rezultate tudi javno predstavijo. S tem izboljšajo znanje o biotski pestrosti območja, hkrati pa ima lahko tak dogodek običajno večjo medijsko odmevnost kot vsakdanje terensko delo strokovnjakov za biotsko pestrost, s čimer želijo prireditelji izboljšati zavedanje lokalne ter širše javnosti o pestrosti njihovega okolja.
Podobno idejo, kot so jo slovenski terenski biologi gojili in razvijali v zadnjih nekaj desetletjih z biološkimi raziskovalnimi tabori, so v tujini že primerno zgostili in ji dali militantno ime »BioBlitz« ali bolj prijazno tudi »Biodiversity Day« (»Dan biodiverzitete«). Prvi dogodek s tem imenom je bil organiziran leta 1996 v parku ameriškega mesta Washington, D.C., odtlej pa ga izvajajo v različnih državah po svetu, tudi v Sloveniji.

## BioBlitz Slovenija
Dogodek BioBlitz Slovenija poteka od leta 2017 dalje, enkrat letno, vsakič na drugem območju Slovenije. Vsi na dogodku pridobljeni podatki so javno dostopni, za namen obveščanja o dogodku pa je izdelana spletna stran dogodka. Na BioBlitzih Slovenija je v letih 2017–2022 sodelovalo že 221 strokovnjakov za posamezne taksonomske skupine, ki so skupaj na šestih dogodkih zabeležili 3.508 taksonov in zbrali 19.890 podatkov o biodiverziteti izbranih območij.
Organizatorji teh dogodkov so prihajali iz Herpetološkega društva - Societas herpetologica slovenica, Slovenskega odonatološkega društva in Centra za kartografijo favne in flore, v letih 2017, 2018, 2021–2023 pa poleg njih še iz Botaničnega društva Slovenije. Kot alternativno ime dogodka se ponekod pojavlja tudi naziv »BioJuriš«.

### BioBlitz Slovenija - Draga pri Igu 2017
Prvi BioBlitz Slovenija je potekal 19. in 20. maja 2017 v dolini Drage pri Igu. Dogodka se je udeležilo 122 popisovalcev iz 30 organizacij. Prvič v Sloveniji se je zgodilo, da se je na tako majhnem območju popisalo tako visoko število vrst v le 24 urah – 1.588. Od slednjih je 206 vrst v Sloveniji glede na Rdeči seznam ogroženih, 39 jih je uvrščenih na Dodatke II in/ali IV Direktive o habitatih, 144 vrst pa je v Sloveniji zavarovanih. Zbranih je bilo 5.538 bioloških podatkov. Dogodek je potekal v okviru projekta »Invazivke nikoli ne počivajo: Ozaveščanje o in preprečevanje negativnega vpliva invazivnih vrst na evropsko ogrožene vrste«.

### BioBlitz Slovenija - Rače 2018
2. BioBlitz Slovenija je potekal v Krajinskem parku Rački ribniki - Požeg. Dogodka se je udeležilo 71 strokovnjakov iz 21 organizacij. V času poteka 24-urnega dogodka je bilo določenih 650 taksonov, sicer pa so strokovnjaki na območju velikem 3,2 km2 popisali 934 taksonov živali, rastlin ali gliv in skupaj zbrali 2.768 bioloških podatkov.

### BioBlitz Slovenija - Loško polje 2019
3. BioBlitz Slovenija je potekal v bližini kraja Podcerkev na Loškem polju 17. in 18. maja 2019. Izveden je bil kot del projekta »Še smo tu – domorodne vrste še nismo izrinjene«. Na tretjem srečanju je v 24 urah 75 strokovnjakov za posamezne taksonomske skupine iz 26 ustanov zbralo 2.526 podatkov in popisalo 897 vrst. Od tega je 130 vrst uvrščenih na Rdeče sezname, 114 je zavarovanih, 24 vrst je vključenih na Direktivo o habitatih, 88 vrst na Bernsko konvencijo, 19 popisanih vrst je tujerodnih.

### BioBlitz Slovenija - Žejna dolina 2020
Ob svetovnem dnevu varstva okolja so biologi in drugi poznavalci narave začeli z izvedbo 4. BioBlitza Slovenija, ki je tudi v luči obeleževanja 100 let Spomenice potekal med 5. in 14. junijem 2020 v Žejni dolini pri Hotedršici. Takratno proučevanje biotske pestrosti izbranega območja je z namenom preprečevanja prevelikega medsebojnega druženja udeležencev zaradi epidemije covid-19 namesto 24 ur potekalo 10 dni. V tem času je 77 popisovalcev in določevalcev zbralo 3.949 podatkov o 1.233 taksonih.

### BioBlitz Slovenija - Petelinjsko jezero 2021
5. BioBlitz Slovenija je zaradi še prisotnih omejitev pri zbiranju in organizaciji dogodkov zaradi epidemije covida-19 potekal dlje kot 24 ur, in sicer od 4. do 13. junija 2021. Tokrat je dogodek potekal na delu območja Pivških presihajočih jezer ob Petelinjskem jezeru, v sodelovanju s Krajinskim parkom Pivška presihajoča jezera. Prisotnost rastlin, gliv in živali z več kot 50 lokacij je sporočilo 74 strokovnjakov, ki je zbralo več kot 3.700 podatkov za več kot 1.200 taksonov - od tega več kot tisoč vrst.

### BioBlitz Slovenija - Lahinja 2022
6. BioBlitz Slovenija je potekal ponovno 24 ur, 27. in 28. maja 2022, in sicer na območju Krajinskega parka Lahinja, ki je pri izvedbi dogodka tudi sodelovalo. 57 popisovalcev in določevalcev je skupaj zbralo 1.250 podatkov za 652 taksonov.

### BioBlitz Slovenija - Vojsko 2023
16. in 17. junija 2023 so se 103 osebe iz 34 organizacij ali posameznikov udeležile 7. BioBlitz Slovenija, ki je potekal na Vojskem. Do konca junija 2023 je bilo javno dostopnih 1.908 podatkov za 579 vrst, končno poročilo bo objavljeno konec leta 2023. Pri izvedbi dogodka je sodeloval tudi projekt LIFE NarcIS, ki ga vodi Agencija RS za okolje. Tokratni dogodek je imel tudi spremljevalni program, dve predavanji in možen ogled razstave.

### BioBlitz Slovenija - Črmošnjice 2024
7. in 8. junija 2024 se je 100 oseb iz 35 organizacij ali posameznikov udeležilo 8. BioBlitz Slovenija, ki je potekal v Črmošnjicah (občina Semič). Javno objavljenih je zbranih 3.138 podatkov za 1.078 vrst (1.149 taksonov). Med zabeleženimi taksoni jih ima 121 v Republiki Sloveniji varstveni status, 32 jih ima status po prilogah Direktive o habitatih, 27 vrst je tujerodnih. Pri izvedbi dogodka je sodeloval tudi projekt LIFE NarcIS, ki ga vodi Agencija RS za okolje. Na dogodku je potekala tudi delavnica projekta LIFE NarcIS, kjer so udeleženci izvedeli, kaj o območju dogodka že ve informacijski sistem NarcIS, nastajajoče osrednje državno vozlišče podatkov in informacij s področja narave. Pred dogodkom je bilo za izbrano območje tokratnega popisa v sistem NarcIS vključenih najdb 56 taksonov. 

## Drugi bioblitzi v Sloveniji
Poleg BioBlitz Slovenija so bili s takšnim ali podobnim namenom ali imenom v Sloveniji izvedeni še nekateri drugi dogodki. 

### 24 ur z reko Muro
Zavod za varstvo narave Republike Slovenije, natančneje njegova območna enota Maribor, je na Slovenskem prav tako začel organizirati tovrstno dejavnost. Dogodek od takrat dalje poteka v Veržeju ali širšem Prekmurju, na njem pa sodelujejo predstavniki številnih organizacij in ustanov. Največji poudarek tega dogodka ni na intenzivnem popisovanju organizmov, temveč na ozaveščanju najširše javnosti o naravi (predvsem reke Mure), poudarek pa je na osnovnošolski in srednješolski mladini.
Dogodek se je med letoma 2015 in 2017 imenoval BioBlitz - 24 ur z reko Muro, leta 2018 pa so ime skrajšali in ne nosi več prvotnega imena,  saj ima dogodek predvsem ozaveščevalni in izobraževalni namen ter ne poteka z namenom proučitve lokalne biotske pestrosti, kot to v splošnem velja za bioblitze.

### MiniBioBlitz
20. maja 2023 je Oddelek za biodiverziteto UP FAMNIT s partnerji v Parku Škocjanske jame izvedel 6-urni dogodek MiniBioBlitz, na katerem so botaniki in entomologi popisovali rastline in njihove opraševalce. Kot spremljevalni dogodek so dan prej izvedli mednarodno delavnico o izkušnjah bioblitz dogodkov.

### BioBlitz BF 2023
Biotehniška fakulteta UL je od 22. maja do 30. junija 2023 organizirala akcijo BioBlitz BF 2023. Ta je potekala na širšem območju Rožne doline v Ljubljani, ki obsega parcele fakultete ter nekaj vmesnih in sosednjih območij. K sodelovanju so bili primarno vabljeni vsi zaposleni in študenti Biotehniške fakultete, a tudi alumni in vsi drugi, ki jih tovrstne akcije zanimajo.